# Jens Stoltenberg
Jens Stoltenberg, norveški politik, * 16. marec 1959, Oslo, Norveška.
Stoltenberg je dvakratni norveški predsednik vlade (2000-2001 in 2005-2009-2013). Med letoma 2014 in 2024 je bil generalni sekretar zveze NATO.
Rodil se je v Oslu kot sin uglednega diplomata in politika Thorvalda Stoltenberga, obiskoval pa je šolo Waldorf Oslo Cathedral School, preden je leta 1987 diplomiral kot ekonomist na Univerzi v Oslu. Med študijem je delal kot novinar in je tudi vodil Mladinsko Laburistično stranko od leta 1985 do leta 1989.
Svojo politično kariero je začel kot državni sekretar na ministrstvu za okolje leta 1990, leta 1993 pa je bil izvoljen v norveški parlament. Od leta 1993 do 1996 je bil minister za industrijo in energetiko ter od leta 1996 do 1997 minister za finance. Predsednik norveške vlade je bil od leta 2000 do 2001, od leta 2002 do 2014 pa je bil vodja Laburistične stranke in od leta 2005 do 2013 ponovno predsednik vlade. Naslednje leto je bil imenovan za 13. generalnega sekretarja zveze Nato, njegov mandat pa so pozneje trikrat podaljšali voditelji držav članic Nata.
Stoltenberg je bil opisan kot previden desni politik socialdemokracije. Ko je leta 2000 postal premier, so ga opisali kot "Norveškega Tonyja Blaira", njegovo politiko pa je navdihnila Blairova nova laburistična agenda; njegova prva vlada je nadzirala najbolj razširjeno privatizacijo katere koli norveške vlade do takrat. Kot generalni sekretar Nata si je Stoltenberg prizadeval za krepitev vojaških zmogljivosti zavezništva kot odgovor na rusko-ukrajinsko vojno, njegov mandat pa se je sovpadal z največjim povečanjem obramb Nata po koncu hladne vojne.